# District de Yinzhou (Tieling)
Pour les articles homonymes, voir Yinzhou.
Le district de Yinzhou (银州区 ; pinyin : Yínzhōu Qū) est une subdivision administrative de la province du Liaoning en Chine. Il est placé sous la juridiction de la ville-préfecture de Tieling.